# Diga di Bortel
La diga di Bortel è una diga in pietra situata nel Canton Vallese, in Svizzera, nel distretto di Briga, in alta montagna.

## Descrizione
Ha un'altezza di 20 metri e il coronamento è lungo 310 metri. Il suo volume è di 95.000 metri cubi. Lo sfioratore ha una capacità di 4 metri cubi al secondo.
Lì era già presente un lago, il Bortelsee, che con la costruzione della diga si è alzato di 14 metri. Ora è lungo circa 500 metri e ha un volume massimo di 3,66 milioni di metri cubi d'acqua.
È stata progettata dall'ingegnere Giovanni Lombardi di Airolo.